# Tarquinio y Lucrecia

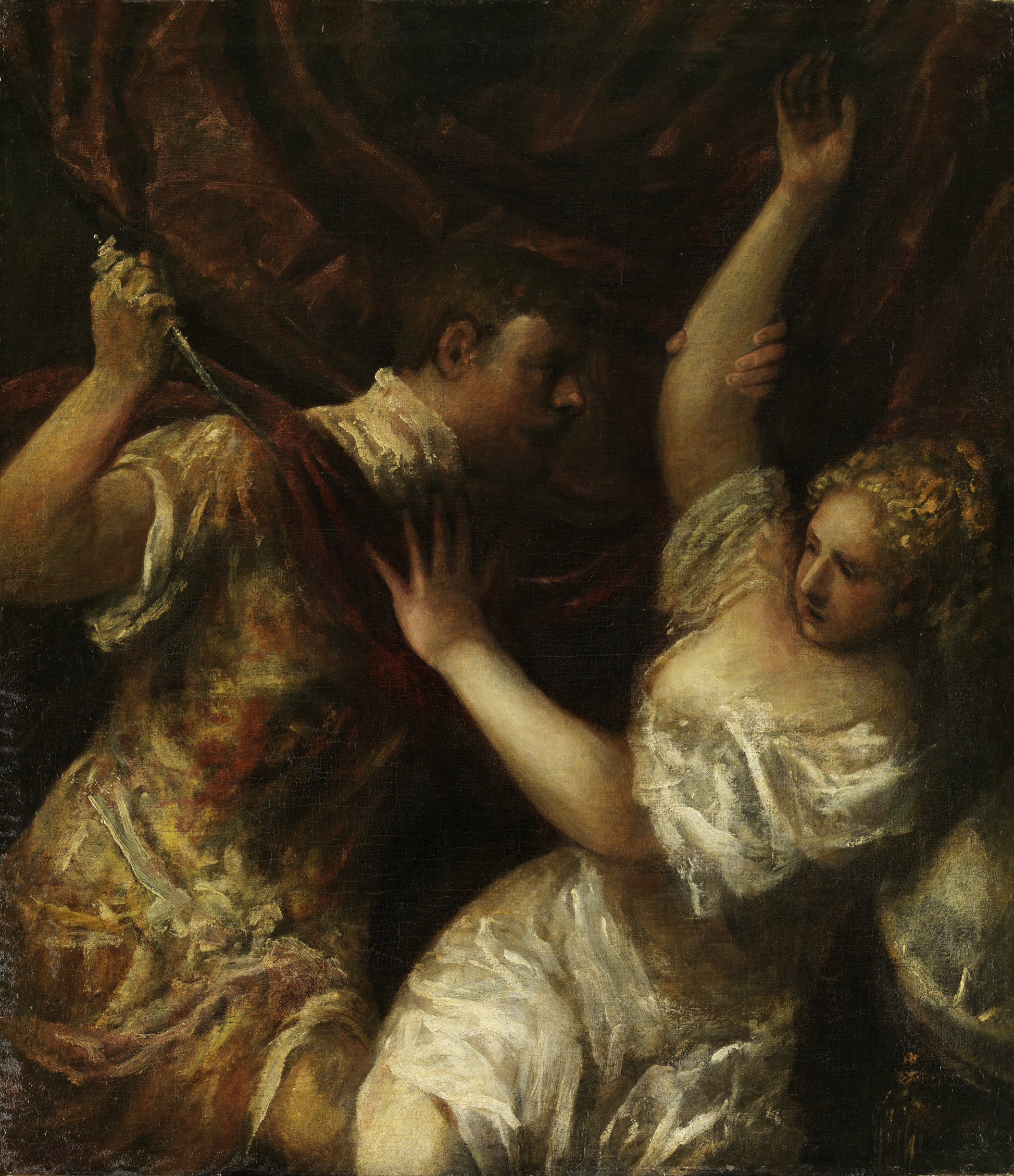
Variante imprecisa o inacabada en Viena, probablemente realizada por Tiziano, 114 × 100 cm.

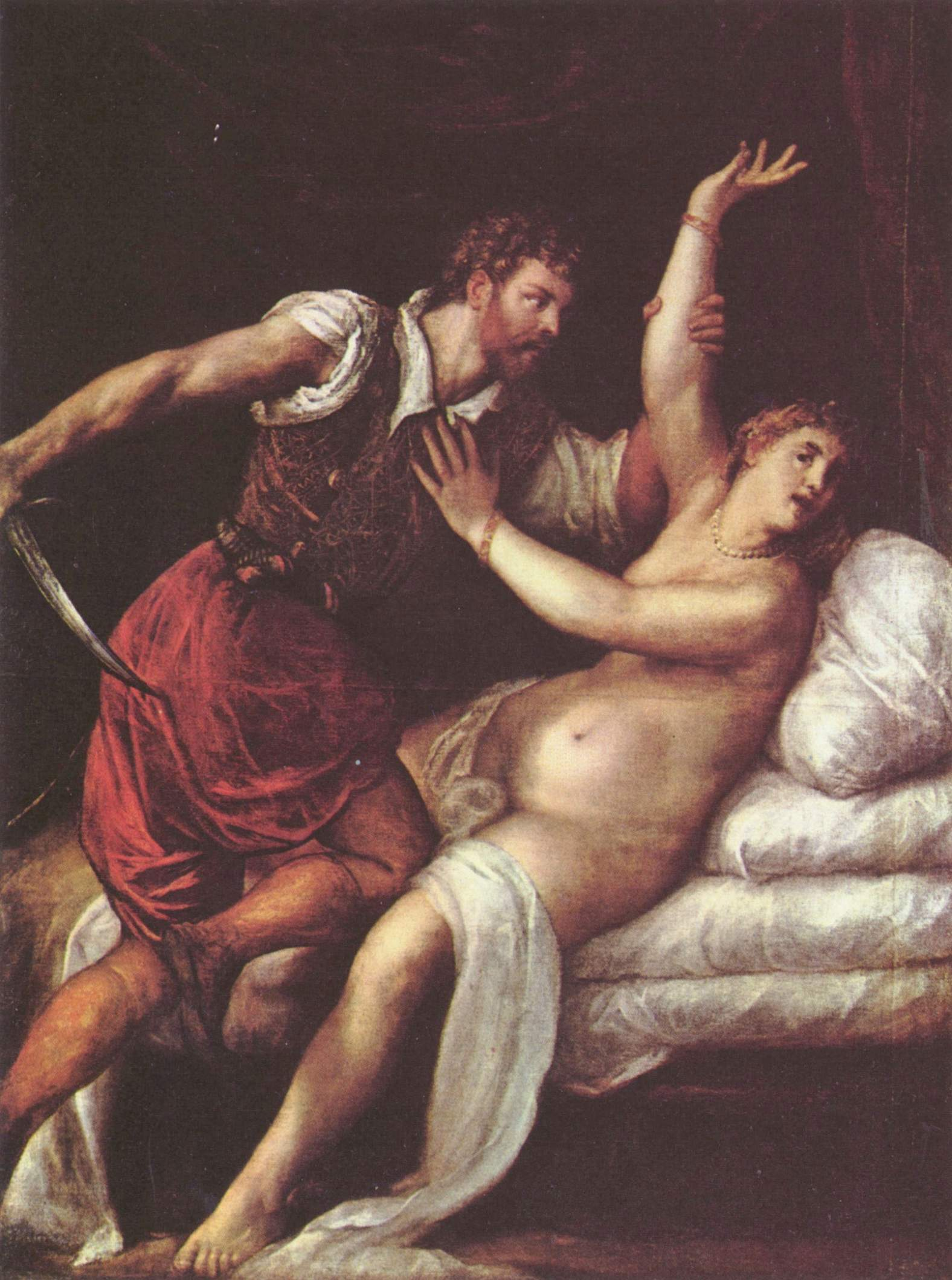
Versión y copia del taller de Burdeos, mostrando variaciones en las poses de las figuras.

Tarquinio y Lucrecia es una obra al óleo finalizada en 1571, por el pintor italiano renacentista Tiziano, cuando el artista ya contaba más de 80 años, y destinada al monarca español Felipe II. Está firmada, y se considera que fue finalizada totalmente por el mismo Tiziano. Es parte de una serie de grandes obras realizadas en los últimos años del artista, pero a diferencia de muchas, esta está completamente terminada. Actualmente se encuentra en el Museo Fitzwilliam en Cambridge, Inglaterra.
La historia de la Antigua Roma (o leyenda) de la violación de Lucrecia por Sexto Tarquinio, y su posterior suicidio, fue una temática popular dentro del arte renacentista. Tarquinio violó a Lucrecia luego de amenazarla de muerte si ella mostraba resistencia; la pintura muestra el momento exacto del incidente. Al día siguiente, ella lo delató y se suicidó, hecho que provocó que los romanos se rebelaran y derrocaran al padre de Tarquinio, Tarquinio el Soberbio, el último rey de Roma, y se estableciera la República romana. El hecho data tradicionalmente del 509 a. C.. Los temas violentos son característicos dentro de las últimas obras de Tiziano, en su mayoría extraídos de la mitología y la religión, pero la franqueza de esta obra destaca dentro de ese grupo.
EL refinamiento de las poses de las figuras es reflejada en otras versiones contemporáneas de la pintura. En esta etapa final de su carrera, Tiziano usualmente tardaba muchos años en finalizar sus pinturas, dejándolas de lado durante largos períodos, y retornando a ellas después. Esta pintura está completamente terminada, aunque también estuvo en progreso varios años. Siendo una de las últimas pinturas completamente terminadas de Tiziano, ha sido una prueba en el gran debate sobre si otras de las últimas pinturas de Tiziano están realmente terminadas o no.

## Temática
Por lo general, el momento de la violación ha sido menos representado que el de Lucrecia sola en el momento en que se quita la vida. Esta versión tardía a tamaño casi natural es mencionada por Tiziano en una carta de 1568 (tres años antes de que fuera terminada) como "un invento que implicaba mucho trabajo y artificio que cualquier otra cosa que, quizás, haya producido en muchos años".
El movimiento está hábilmente representado por Tiziano y el drama de la composición es enfatizado con diminutos toques de blanco puro en la punta de la daga, y en los ojos de Tarquinio y Lucrecia, así como en las lágrimas que ruedan por las mejillas de la joven, reafirmando su inocencia. El rostro y mano que ingresan tras la cortina a la izquierda corresponden a un joven esclavo; en el relato de Tito Livio Tarquinio dice a Lucrecia que si se niega la asesinará tanto a ella como al esclavo, y luego los colocará juntos para afirmar que los mató al sorprenderlos en el momento del adulterio. La violenta agresión está más cercana al relato de la historia de Ovidio, y aunque esta sea la única pintura en los últimos años de Tiziano de temática histórica, su implicación mitológica también esta completamente abordada por Ovidio. Lucrecia solo lleva joyas en la cama, y la vestimenta de Tarquinio es contemporánea y rica. Aparece todo de rojo, cabellos y barba rubio-rojizos, calzones escarlata, medias color bronce, franjas rojas en la faja, incluso su sombra se ve rojiza. A través de este color, Tiziano muestra y simboliza el enardecimiento y agresividad de Tarquinio, y al mismo tiempo lo acusa. Su actitud también está cuidadosamente elegida. La mayor parte del peso lo apoya en la rodilla derecha, doblada entre las piernas de Lucrecia, mientras el pie izquierdo apenas toca el suelo. La firma de Tiziano se encuentra en la sandalia ubicada en la parte inferior derecha. La pintura fue cortada por los cuatro lados, pero se desconoce cuándo y cuánto se recortó.
La temática pertenece al grupo que mostraba mujeres legendarias o bíblicas indefensas, cuya única forma de escapar de su situación era a través del suicidio, como Susana, Dido de Cartago y Virginia. Estas formaban un contrapunto o un subgrupo del conjunto de temas conocido como el Poder Femenino, que mostraba la violencia femenina contra los hombres, o su dominación como Judit, Salomé u Onfalia. Estos fueron a menudo representados por los mismos artistas, siendo especialmente populares en el arte renacentista nórdico. La historia de Ester se encuentra en algún lugar entre estos dos extremos.

## Influencias y copias
Ya sea Tiziano o, como ahora se cree con mayor probabilidad, su hermano Francesco Vecellio (c. 1490-1560), ya habían pintado obras relacionadas con el célebre suicidio, como "un elegante movimiento de baile en un paisaje", ya cincuenta años atrás (actual Royal Collection). Tiziano, o quizás Palma el Viejo, también habían pintado a la Lucrecia más típica sosteniendo un cuchillo, pero con la incorporación atípica de una figura masculina en la profunda sombra, ya sea Tarquinio o su esposo, detrás de ella. Esta pintura data de entre 1514 y 1515 y actualmente se encuentra en el Museo de Historia del Arte de Viena, con una copia inicial en la Royal Collection.
Se aprecia en la nueva composición de Tiziano la influencia de los grabados del norte, y ella misma fue inmediatamente popularizada por un grabado de Cornelis Cort, que data de 1571, que procede "evidentemente de algún modeletto autorizado". Esto invirtió la composición (en una imagen especular, como lo eran naturalmente las copias impresas entonces), pero otra impresión publicada en Roma, presumiblemente pirateada, copió la impresión, y por lo tanto, invirtió nuevamente la composición restaurando el original.  Las poses de las figuras individuales en la obra tizianesca también tienen precedentes, en la que Lucrecia fue diseñada a partir de la figura femenina (Dirce) presente en la célebre escultura romana, conocida como el Toro Farnesio.
La composición evolucionó a medida que Tiziano trabajaba en ella, como se demuestra en radiografías de la pintura, y en una copia del taller que se encuentra actualmente en el Museo de Bellas Artes de Burdeos (ilustrado aquí), el cual refleja la composición inicial en donde la mano con la daga está más abajo, y amenaza con moverla hacia arriba y no hacia abajo. También se muestra que la cabeza de Lucrecia se alejaba de la de Tarquinio. La radiografía de la pintura de Cambridge muestra que la posición inferior del brazo había sido colocada así. Hay una versión o estudio inacabado de ella, con la mano levantada pero con muchas otras diferencias, que se exhibe actualmente en la Academia de Bellas Artes de Viena en Viena (ilustrado aquí). Se cree que esa versión pudo haber sido realizada por Tiziano, pero para otros "la incertidumbre de la forma y anatomía, indica que la obra pudo haber sido realizada por un asistente o un copista".

## Origen

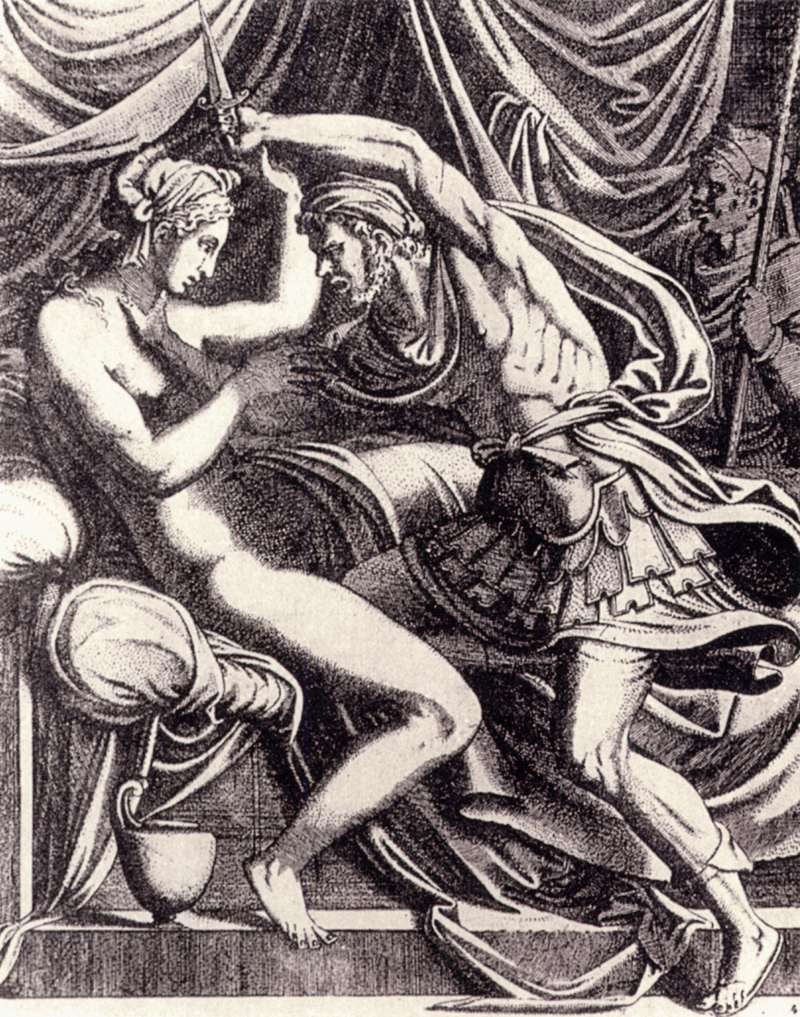
Léon Davent, aguafuerte, probablemente realizado en la década de 1540.

Al igual que muchas de las pinturas en sus últimos años, ésta fue una comisión para Felipe II de España, y estaba lista para ser recogida por el embajador español en Venecia en agosto de 1571. El propio título de Tiziano, en una carta, es Lucretia romana violata da Tarquino ("Lucrecia de Roma violada por Tarquinio"). Permaneció en la colección real española hasta 1813, cuando fue enviada a Francia por José Bonaparte, el hermano mayor de Napoleón, después de que fuera derrocado del trono español. Probablemente la llevó consigo a América desde 1817 hasta 1832. Tras su muerte en 1844, fue vendida en Londres en 1845, y después de varios dueños privados, su último propietario, Charles Fairfax Murray la donó al Museo Fitzwilliam en 1918. Previo a esto, esta obra solía estar de vuelta en el mercado, siendo vendida en seis ocasiones, probablemente debido a su impactante visualización. Murray había comprado la obra en 1886, y fue vendida en 1911, solo para volver a comprarla nuevamente.